# Dunaiszky László
Dunaiszky László (Pest, 1822. október 15. – Budapest, 1904. július 3.) magyar szobrász.

## Életpályája
Szülei: Dunaiszky Lőrinc (1784–1833) magyar szobrászművész és Brixner Eleonóra voltak. Tanulmányait Münchenben és Bécsben végezte el.
Klasszicista stílusban készített emlékműveket, épületdíszítő szobrokat és portrékat.
Sírja a Fiumei úti sírkertben található.

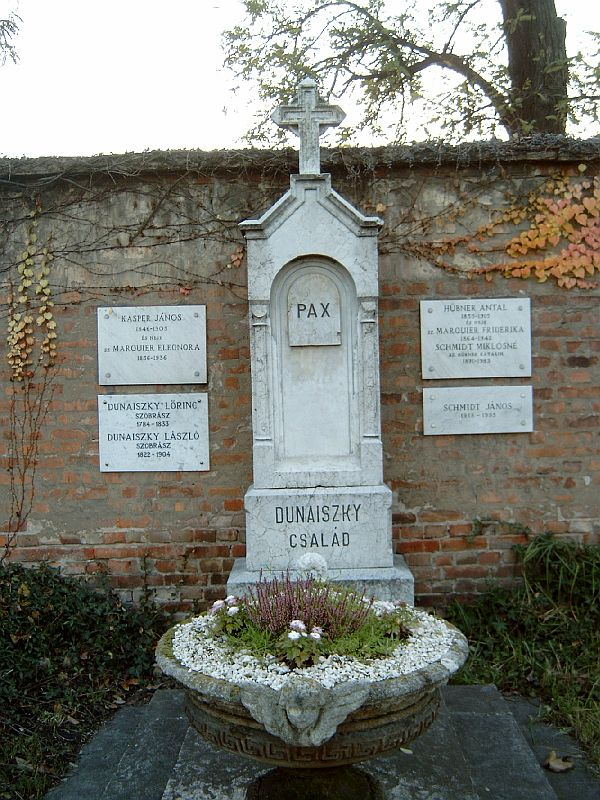
A Dunaiszky-család sírja Budapesten. Kerepesi temető: J. 188.

## Művei
- Halászkút (Budapest)
- Katona József mellszobra (Budapest)
- Lendvay Márton szobra (Budapest)
- Szűz Mária a gyermek Jézussal (Nagyvárad)
- Flóra (Kékéd, 1898)
- Gróf Széchenyi István (Győr)
- Horváth Mihály síremléke (Budapest)

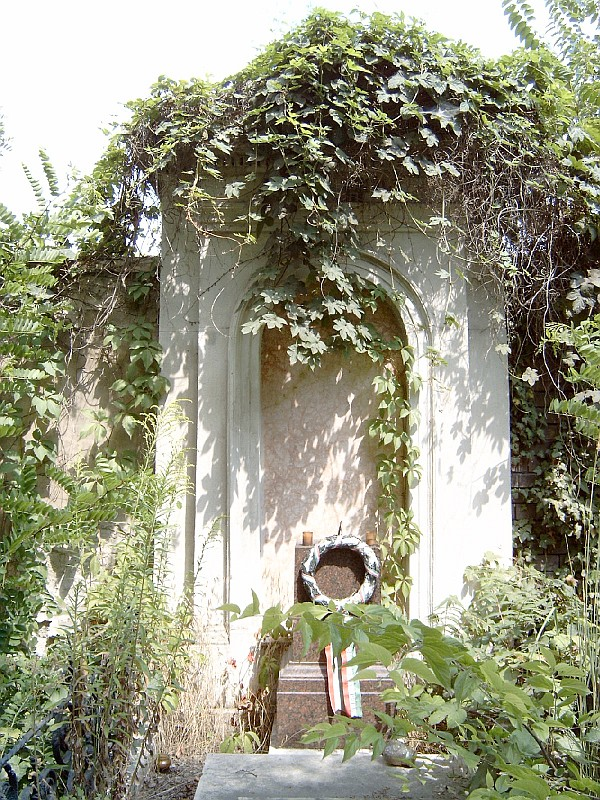
Horváth Mihály sírja Budapesten. Kerepesi temető: B. 286. Dunaiszky László és Huszár Adolf alkotása

- Széchenyi István-mellszobor (Budapest, 1877)